# Relaciones Madagascar-México
Las naciones de Madagascar y México establecieron relaciones diplomáticas en 1975. Ambas naciones son miembros de las Naciones Unidas.

## Historia
Durante la Segunda intervención francesa en México, Francia trajo vides de vainilla de México a Madagascar (y a otros lugares) para sembrar, lo que más tarde resultó en que Madagascar se convirtiera en uno de los mayores productores de vainilla del mundo. En junio de 1960, Madagascar obtuvo su independencia de Francia. Un año después, en 1961, el presidente de México Adolfo López Mateos envió una delegación presidencial de buena voluntad, encabezada por el Enviado Especial Alejandro Carrillo Marcor y el Delegado José Ezequiel Iturriaga, para visitar Madagascar y pavimentar el camino para el establecimiento de relaciones diplomáticas entre ambas naciones.
Madagascar y México establecieron relaciones diplomáticas el 26 de diciembre de 1975. Desde el establecimiento de las relaciones diplomáticas, las relaciones han sido limitadas entre ambas naciones y han tenido lugar principalmente en foros multilaterales como en las Naciones Unidas. En 2005 México nombró el primer representante no-residente en presentar credenciales y estar acreditado ante Madagascar.
En noviembre de 2010, el ministro de Medio Ambiente de Madagascar, Herilanto Raveloharison, realizó una visita a México para asistir a la Conferencia de las Naciones Unidas sobre el Cambio Climático de 2010 celebrada en Cancún. En abril de 2014, el ministro de Finanza y Presupuesto de Madagascar, Lantoniaina Rasoloelison, realizó una visita a México.
En noviembre de 2016, una delegación de México encabezada por el Enviado Especial (y embajador de México en Francia), Juan Manuel Gómez Robledo y el director general para Europa, Francisco del Río; asistieron como observadores a la conferencia de la Organización Internacional de la Francofonía celebrada en Antananarivo.
En 2016, México abrió un consulado honorario en Antananarivo. En 2023, ambas naciones celebraron 48 años de relaciones diplomáticas.

## Visitas de alto nivel
Visitas de alto nivel de Madagascar a México
- Ministro de Medio Ambiente Herilanto Raveloharison (2010)
- Ministro de Finanza y Presupuesto Lantoniaina Rasoloelison (2014)

Visitas de alto nivel de México a Madagascar
- Enviado especial Alejandro Carrillo Marcor (1961)
- Delegado José Ezequiel Iturriaga (1961)
- Enviado Especial Juan Manuel Gómez Robledo (2016)
- Director General para Europa Francisco del Río (2016)

## Comercio
En 2023, el comercio entre Madagascar y México ascendió a $31.9 millones de dólares. Las principales exportaciones de Madagascar a México incluyen: prendas de vestir, frutas, canela, vanilla, plantas, bombas para líquidos, productos de base química, níquel, grafito natural, y piedras preciosas. Las principales exportaciones de México a Madagascar incluyen: teléfonos y teléfonos móviles; discos, cintas y otros medios para la grabación de sonido; extracto de malta, chocolates y pan, automóviles y otros vehículos, vehículos de motor para la transportación de mercancías, medicamentos, y tejidos de algodón.

## Misiones diplomáticas
- Madagascar está acreditado ante México a través de su embajada en Washington D. C., Estados Unidos y mantiene un consulado honorario en la Ciudad de México.[11]
- México está acreditado ante Madagascar a través de su embajada en Pretoria, Sudáfrica y mantiene un consulado honorario en Antananarivo.[12]